# U.S. Route 98
U.S. Route 98 är en väg som går i öst-västlig riktning. Vägen börjar i Palm Beach, Florida och slutar i närheten av Washington, Mississippi. Vägen är 1 551 km lång och numrerades för första gången år 1933.